# 陸軍通信学校
陸軍通信学校（りくぐんつうしんがっこう）とは、日本陸軍の教育機関のひとつ。現在の神奈川県相模原市南区にあった。

## 概要
1925年（大正14年）5月1日、東京府豊多摩郡杉並町（現・杉並区）に設置された。その後、神奈川県高座郡座間村に移転した陸軍士官学校の広大な練兵場を利用するため、1938年（昭和13年）から1939年（昭和14年）にかけて、同じ高座郡の大野村（現・相模原市南区）に移転した。移転にあわせて、1938年4月1日に小田原急行鉄道（現・小田急小田原線）通信学校駅（1941年相模大野駅に改称）が開業している。

所在地は大野村であったが、当時陸軍はこの地域を原町田地域（東京府南多摩郡町田町、現在の東京都町田市）の一部としてまとめて扱うことが多く、同じく大野村に所在した原町田陸軍病院（後の相模原陸軍病院、戦後は在日米軍医療センター）や原町田兵器学校（正式名称は陸軍兵器学校）などと共に原町田通信学校と呼ばれる事もあった。
移転先では、軍鳩の育成、訓練、補充などを担う鳩部も設けられた。
1945年（昭和20年）の敗戦により廃校。

## 原町田との合併問題
原町田は相模原市と隣接していて、明治初年には原町田を含む南多摩郡はじめ三多摩は、神奈川県管下にあった。明治26年4月1日東京府に編入されたが、それまでは原町田と相模原は同県であったのである。その後も軍関係の管轄区分では座間を含む相模原地域は原町田に含まれており、そのため上鶴間にできた病院を「原町田陸軍病院」、淵野辺にできた憲兵隊を「原町田憲兵分隊」と称し、地元の不満を買う有様であった。
昭和13年の春頃相模原開発同盟会（昭和14年相模原開田開発期成同盟会から改称）の代表者が、原町田の当局者に合併問題をもちかけたことがあったが、結局反対されてしまった。原町田も相模原同様に急激に発展してきており、同13年5月に都市計画法の適用を受けた。
その際東京府から調査にきて原町田で会同したが、席上「神奈川県では相模原軍都計画に原町田を含むつもりではなかろうか」「いや、それより先に東京府が相模原をとってしまうべきだ」というような話が座談的に交わされたとかで、それを聞いた岩本信行相模原開発同盟会長が憤慨したこともあったようである。
軍部では、相模原の軍都計画にあたって「こんな大きな計画の際には、行政区画を超越してお考え願いたい」と、相模原・原町田合併を要望する声が強かったが、府県を異にする町村の合併は非常に困難な問題をはらんでいるので、いかに軍部の要望とはいえ、とうとう実現しなかった。

## 所在地
開校時
- 東京府豊多摩郡杉並町馬橋（現・東京都杉並区高円寺北4-35-5）

※跡地は気象庁気象研究所を経て、区立馬橋公園となった。
※JR中央線高円寺駅北口下車徒歩10分
1938年から
- 神奈川県高座郡大野村上鶴間（現・相模原市南区文京一丁目・二丁目）

※1941年より高座郡相模原町となった。
※小田急電鉄（旧・小田原急行鉄道→東急）小田原線相模大野駅北口下車徒歩7分
戦後、跡地は分割され、帝国女子専門学校（現・相模女子大学）が東京都小石川区（現・文京区）から移転してきた。神奈川県に移管された部分には相模台工業高校（現：神奈川総合産業高校）や大野南中学校、谷口台小学校などが建設された。

## 歴代校長
- 佐藤信 少将：1925年5月1日 -
- 境孫四郎 少将：1926年12月20日 -
- 岩越恒一 少将：1928年8月10日 -
- 梅戸綽 少将：1929年8月1日 - 1932年8月8日[2]
- 山田乙三 少将：1932年8月8日 -
- 星川久七 少将：1933年8月1日 -
- 中島完一 少将：1935年3月15日 -
- 百武晴吉 少将：1937年8月2日 -
- 川並密 少将：1939年3月9日 -
- 酒井直次 少将：1940年12月2日 - 1941年8月20日
- 中村誠一 少将：1941年8月25日 -
- 石川浩三郎 少将：1944年3月1日 -
- 志甫勤一郎 少将：1944年11月22日 -